# Remo Stars FC
Remo Stars Football Club w skróćie Remo Stars FC – nigeryjski klub piłkarski grający w nigeryjskiej pierwszej lidze, mający siedzibę w mieście Ikenne.

## Występy w afrykańskich pucharach
| Sezon     | Rozgrywki           | Runda   | Kraj   | Klub      | Dom | Wyjazd | Dwumecz |
| --------- | ------------------- | ------- | ------ | --------- | --- | ------ | ------- |
| 2022/2023 | Puchar Konfederacji | wstępna | Maroko | FAR Rabat | 0–1 | 1–1    | 1–2     |

## Stadion
Domowe mecze klub rozgrywa na stadionie o nazwie Remo Stars Stadium w Ikenne. Stadion może pomieścić 20000 widzów.

## Reprezentanci kraju grający w klubie od 2017 roku
Stan na styczeń 2023.
| - Qudus Akanni - Sikiru Alimi - Kayode Bankole - Edidiong Enobong - Seth Mayi - Victor Mbaoma - Olisa Ndah | - Dayo Ojo - Femi Oladapo - Ishaq Rafiu - Ayo Saka - Emmanuel Fabiyi - Daniel Lanignan - Boubacar Talatou |